# Szebiekino
Szebiekino (ros. Шебекино) – miasto w południowo-zachodniej części Rosji, w obwodzie biełgorodzkim, przy granicy z Ukrainą. Ośrodek administracyjny rejonu szebiekińskiego, tworzy osiedle miejskie „Gorod Szebiekino”. W 2015 roku liczyło 43 331 mieszkańców.